# 테토보시

테토보 시의 위치

테토보시(마케도니아어: Општина Тетово, 알바니아어: Komuna e Tetovës)는 마케도니아 공화국 북서부에 위치한 지방 자치체로 행정 중심지는 테토보이며 면적은 261.89km2, 인구는 86,580명(2002년 기준)이다. 북쪽과 서쪽으로는 코소보와 국경을 접하며 북동쪽으로는 테아르체 시, 동쪽으로는 예구노프체 시, 남동쪽으로는 젤리노 시, 남쪽으로는 브르베니차 시, 남서쪽으로는 보고비네 시와 접한다.